# Roeboides numerosus
Roeboides numerosus är en fiskart som beskrevs av Lucena 2000. Roeboides numerosus ingår i släktet Roeboides och familjen Characidae. Inga underarter finns listade i Catalogue of Life.